# Збройні сили Сербії та Чорногорії

Емблема Армії Югославії до перейменування

А́рмія Югосла́вії (серб. Војска Југославије) — збройні сили колишньої Союзної Республіки Югославія, що виникли на уламках Югославської народної армії 20 травня 1992 р. з військових частин, які внаслідок виведення ЮНА з колишніх югославських республік після розпаду Югославії опинилися на території Союзної Республіки Югославія.
З 4 лютого 2003 р. і до розпуску збройне формування звалося Армія Сербії та Чорногорії. Військо було покликане боронити цілісність сербсько-чорногорської території та захищати від воєн, повеней, пожеж тощо. Складалося із сухопутних військ, включаючи внутрішні і прикордонні, військово-морських сил, військово-повітряних сил і військ ППО та військ цивільної оборони і підпорядковувалося Міністерству оборони Сербії і Чорногорії.[джерело?]
З 2006 року армія розпалася на два окремі війська — армію Сербії та армію Чорногорії.